# 伊朗库尔德斯坦科马拉党—重新统一派
伊朗库尔德斯坦科马拉党—重新统一派（羅馬化：Komełey Şorrişgêrrî Zehmetkêşanî Kurdistanî Êran – Rêwtî Yêkgrtnêwê），简称科马拉—重新统一派，是伊朗库尔德斯坦的一个已不存在的非法的左翼政党，流亡于伊拉克北部。该党成立于2008年4月29日，分裂自伊朗库尔德斯坦科马拉党。2014年，该党重新并入伊朗库尔德斯坦科马拉党。